# Kempfenhausen

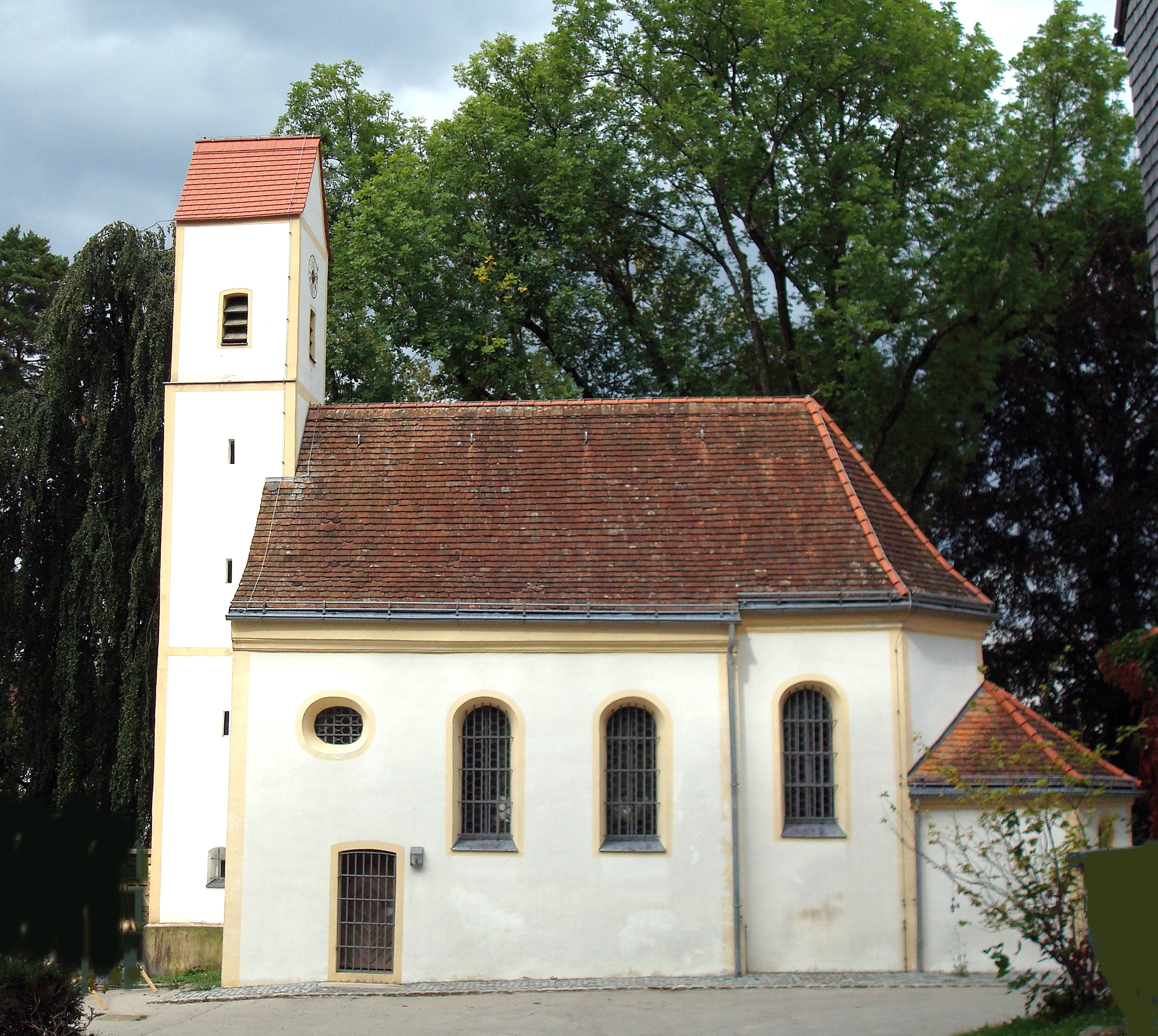
Schlosskapelle St. Anna

Kempfenhausen ist ein Ortsteil der Gemeinde Berg am Starnberger See im oberbayerischen Landkreis Starnberg. Es liegt am Ostufer des Starnberger Sees, rund 25 Kilometer südwestlich von München.

## Geographie
Kempfenhausen gehört zur Gemeinde Berg und liegt innerhalb des Fünfseenlands. Das Gebiet ist durch die Nähe zum See und zur bayerischen Landeshauptstadt geprägt. Der Ort ist überwiegend von Wohnbebauung und weitläufigen Grundstücken geprägt.

## Geschichte
Die Siedlung Kempfenhausen wurde erstmals im 11. Jahrhundert unter dem Namen Chemphinhusa urkundlich erwähnt. Der Name leitet sich vom althochdeutschen kamfo („Kämpe“, etwa: Kampfplatz oder Feld) und dem Suffix -hausen („bei den Häusern“) ab.
Im Zentrum des Ortes steht das Schloss Kempfenhausen, ein mehrflügeliger Bau mit Ursprung im 16. Jahrhundert. Es wurde im Laufe der Jahrhunderte mehrfach umgestaltet und diente unter anderem als Sitz bayerischer Adelsfamilien. Heute befindet es sich in Privatbesitz. Unmittelbar daneben liegt die ehemalige Schlosskapelle St. Anna, ein kleiner barocker Kirchenbau aus dem Jahr 1720.
Weitere denkmalgeschützte Bauwerke in Kempfenhausen sind:
- ein Wohnhaus mit Walmdach aus der Zeit um 1800 (Seestraße 33),
- ein Bauernhaus aus dem 18. Jahrhundert (Milchberg 10),
- eine Gartenanlage mit steinernem Pavillon (östlich des Schlosses),
- sowie das historische Bootshaus Kempfenhausen, das Teil der Kulturlandschaft am See ist.

Am 1. Oktober 1937 wurde die Gemeinde Kempfenhausen in die Gemeinde Berg am Starnberger See eingemeindet.

## Bildung und Gesundheit
In Kempfenhausen befindet sich das Landschulheim Kempfenhausen sowie ein staatlich anerkanntes Gymnasium mit Internat, das 1905 gegründet wurde. Es bietet eine gymnasiale Ausbildung in Trägerschaft eines gemeinnützigen Vereins.
Zudem ist hier die Marianne-Strauß-Klinik der Deutschen Multiple Sklerose Gesellschaft angesiedelt, eine Fachklinik für neurologische Rehabilitation mit dem Schwerpunkt Multiple Sklerose.

## Verkehr
Kempfenhausen ist mit öffentlichen Verkehrsmitteln durch die Buslinien 961 und 975 des Münchner Verkehrs- und Tarifverbunds (MVV) erschlossen. Die Busse verbinden den Ort mit dem Bahnhof Starnberg Nord an der S-Bahn-Linie S6, mit Wolfratshausen (S7) sowie mit Ammerland. Haltestellen in Kempfenhausen sind unter anderem:
- Gymnasium Kempfenhausen
- Kempfenhausen, Milchberg
- Kempfenhausen, Seestraße

Kempfenhausen ist über die Staatsstraße 2070 erschlossen, die den Ort mit der Anschlussstelle Starnberg-Percha der A952 verbindet. Die Entfernung zur Autobahn beträgt knapp einen Kilometer. Öffentliche Parkplätze sind im Ort nicht vorhanden, was die Erreichbarkeit mit dem Auto einschränkt.

## Erholung
Ein Teil des Seeufers in Kempfenhausen ist als öffentliches Erholungsgelände Kempfenhausen ausgewiesen. Es verfügt über Liegewiesen, Badestellen und einen direkten Zugang zum Starnberger See. Das Gelände wird vom Erholungsflächenverein München betrieben und steht der Allgemeinheit zur Verfügung.

## Pilgerwege
Durch Kempfenhausen verläuft ein Abschnitt des Münchner Jakobswegs, einer regionalen Variante des Jakobswegs in Bayern. Der Ort liegt am Etappenabschnitt München–Wessobrunn, der an mehreren Kirchen, Klöstern und kulturellen Stätten vorbeiführt und an das internationale Netz der Jakobspilgerwege Richtung Santiago de Compostela in Spanien anbindet.

## Feuerwehr
Die Freiwillige Feuerwehr Kempfenhausen ist ein fester Bestandteil des Ortslebens. Neben dem Brandschutz und technischen Hilfeleistungen engagiert sie sich in der Nachwuchsarbeit und im gesellschaftlichen Bereich der Gemeinde.

## Bevölkerung
Kempfenhausen wird statistisch nicht als eigener Ortsteil ausgewiesen. Die Gemeinde Berg hatte zum Stichtag 30. Juni 2023 insgesamt 8.495 Einwohner.

## Persönlichkeiten
- Peter Mosbacher (* 1912; † 1977), deutscher Schauspieler, Hörfunksprecher und Theaterregisseur. Er verstarb 1977 in einer Klinik in Kempfenhausen.
- Ian MacNaughton (* 1925; † 2002), schottischer Schauspieler, Fernsehproduzent und Regisseur (unter anderem Monty Python’s Flying Circus), lebte viele Jahre bis zu seinem Tod in Kempfenhausen
- Valentin Argirov (* 1932), deutscher Arzt bulgarischer Herkunft, Romanautor und ehemaliger Leibarzt von Franz Josef Strauß. Er betrieb ab 1980 eine Privatklinik in der Villa de Osa und weiteren dazu errichteten Klinikgebäuden in Kempfenhausen.
- Gerhard A. Meinl (* 1957), Unternehmer und Kommunalpolitiker (CSU)
- Sebastian Hess (* 1971; † 2021), Cellist, Komponist und Produzent, lebte und starb in Kempfenhausen